# 대한민국 형법 제295조의2
대한민국 형법 제295조의2는 해방 감경하는 규정에 대한 형법각칙의 조문이다.

## 조문
제295조의2(형의 감경) 제287조부터 제290조까지, 제292조와 제294조의 죄를 범한 사람이 약취, 유인, 매매 또는 이송된 사람을 안전한 장소로 풀어준 때에는 그 형을 감경할 수 있다.
[전문개정 2013.4.5]

## 참고 문헌
- 김재윤(학원인), 손동권 저, 새로운 형법각론, 율곡출판사, 2013. ISBN 9788997428342

## 같이 보기
- 손괴죄
- 대한민국 형법 제346조